# Nada Šikić
Nada Šikić (ur. 27 marca 1955 w Slavonskim Brodzie) – chorwacka polityk, neurolog i nauczyciel akademicki, w 2016 minister pracy i systemu emerytalnego.

## Życiorys
Absolwentka medycyny na Uniwersytecie w Zagrzebiu, specjalizowała się następnie w neurologii. Kształciła się na tej samej uczelni na studiach podyplomowych z onkologii, a doktoryzowała w zakresie biomedycyny i zdrowia publicznego. Jako nauczyciel akademicki związana z uczelniami w Zagrzebiu (w tym z macierzystym uniwersytetem) i Mostarze, praktykowała również jako lekarka, a także udzielała się jako biegły sądowy. Pracowała też w instytucjach chorwackiego systemu emerytalnego i rentowego, przez dwa lata była przedstawicielką Chorwacji we władzach Europejskiego Stowarzyszenia Lekarzy Orzeczników.
Zaangażowała się w działalność polityczną w ramach Chorwackiej Wspólnoty Demokratycznej, kierowała partyjną komisją do spraw systemu emerytalnego i polityki społecznej. W styczniu 2016 z rekomendacji HDZ objęła urząd ministra pracy i systemu emerytalnego w rządzie Tihomira Oreškovicia. Stanowisko to zajmowała do końca funkcjonowania gabinetu, tj. do października 2016.